# Hypsogastropoda
Hypsogastropoda je klada koja sadrži morske puževe unutar klade Caenogastropoda.

## Spoljašnje veze
- Murray-Darling Freshwater Research Centre. Hypsogastropoda